# Der verführte Claudius
Der verführte Claudius ist eine Barock-Oper (Originalbezeichnung: „Sing-Spiel“) in drei Akten von Reinhard Keiser (Musik) mit einem Libretto von Heinrich Hinsch. Das Werk wurde erstmals 1703 in der Oper am Gänsemarkt in Hamburg aufgeführt. 1726 wurde es überarbeitet. Die Musik der Neufassung ist jedoch nicht erhalten. Georg Friedrich Händel verwendete Motive der Oper für seinen Erstling Almira (uraufgeführt 1705) und auch in späteren Werken wie Agrippina, Rinaldo, Teseo und Alceste.

## Handlung
Die Geschichte basiert frei auf einer von Tacitus erzählten Episode aus der Zeit des Römischen Kaisers Claudius. Sie handelt von der Affäre seiner Frau Messalina mit Gaius Silius sowie den politischen Intrigen einiger Höflinge. In einer Nebenhandlung sucht die ebenfalls in Silius verliebte Calpurnia Rat bei übernatürlichen Kräften.

### Erster Akt
Calpurnia hat ein Problem. Sie ist zwar mit Callistus verlobt, hat sich aber nun heftigst in Silius verliebt. Dieser will jedoch nichts von ihr wissen. In ihrer Not beschwört sie den Geist des Wahrsagers Acius Navius. Er gibt ihr den Rat, Hilfe auf den Elisaischen Feldern zu suchen.
Die Kaiserin Messalina und Silius gestehen einander ihre Zuneigung. Weil Messalina aber mit Claudius verheiratet ist, kommt es noch nicht zu einem echten Liebesgeständnis. Messalina gibt Silius ein Medaillon mit ihrem Bild.
Auch Narcissus ist in Messalina verliebt, wird aber von ihr abgewiesen. Anhand der Blicke, die sich Messalina und Silius zuwerfen, erkennt er deren Verhältnis.
Der Feldherr Curtius Rufus erhält vom Kaiser den Ehrentitel „Vater des Vaterlandes“ für seine Verdienste im Kampf gegen das Bergvolk. Narcissus und Silius neiden ihm den Ruhm. Sie halten ihn für übertrieben, weil er lediglich Bauern besiegt hat. Sie verachten Claudius dafür, Ehrenbezeugungen zu leichtfertig zu vergeben. Narcissus weist Claudius auf die mögliche Untreue Messalinas hin.
Auf den Elisaischen Feldern bittet Calpurnia die Geister von Dido, Medea, Hero und Leander vergeblich um Hilfe. Selbst Zeit und Tod wirken nicht gegen die Liebe.

### Zweiter Akt
Curtius zieht feierlich durch eine Ehrenpforte ins Capitol ein.
Silius wartet im Garten auf Messalina. Er nimmt sich vor, Claudius zu töten, und schläft ein. Claudius tritt in den Garten. Er glaubt nicht an Messalinas Untreue mit Silius. Dann findet er Silius, der im Schlaf von Thron und Liebe spricht. Er nimmt das neben Silius liegende Bild Messalinas an sich. Nachdem Silius aufgewacht ist, teilt Claudius ihm mit, dass er ihm zum Bürgermeister ernennen möchte.
Messalina findet Silius im Garten und bekennt ihm ihre Liebe. Er möchte Claudius jedoch nicht hintergehen und weist sie zurück.
Narcissus, Callistus und Pallas beobachten, wie Curtius Messalinas Hand küsst. Sie verstehen das falsch und beschließen, Curtius und Messalina zu vernichten. Als sie Messalina bei Claudius anschwärzen wollen, sind sich jedoch nicht einig, ob jetzt Silius oder Curtius als ihr Liebhaber dargestellt werden soll.
Callistus bittet seine Verlobte Calpurnia noch einmal um ihre Liebe. Sie hält ihn hin. Als sie Silius erblickt, schickt sie Callistus weg. Silius ist hin- und hergerissen zwischen seiner Liebe zu Messalina und seiner Treue zu Claudius. Calpurnia gesteht ihm ihre Liebe. Er weist sie zurück. Calpurnia schwört Rache und begibt sich auf den Weg zur Hölle, um dort Unterstützung zu finden.
Narcissus setzt Messalina unter Druck. Er warnt sie, dass der Kaiser sie jederzeit verstoßen könne, wenn er ihm von ihrem Verhältnis mit Silius erzählt.
Calpurnia ist in der Hölle angekommen. Aber auch von Pluto, Minos, Rhadamantus und Proserpina erhält sie keine Hilfe.

### Dritter Akt
Messalina zürnt Silius wegen seines vorigen Verhaltens. Num umwirbt er sie und fällt ihr schließlich zu Füßen. Calpurnia, Callistus und Narcissus treten unbemerkt voneinander ein und beobachten die Szene. Silius erklärt Messalina, dass er kein Interesse an Calpurnia habe. Messalina sagt das gleiche über Narcissus. Die beiden finden nun zusammen und beschließen zu heiraten. In diesem Moment greifen Calpurnia, Callistus und Narcissus die beiden an, erschrecken aber, als sie einander sehen. Nun kommt auch Claudius hinzu und greift ein. Er glaubt immer noch nicht an die Untreue seiner Frau und Silius’ und führt Messalina weg.
In einem Garten auf dem Aventin kommen Silius und Messalina mit ihrem Gefolge als Bacchanten und Bacchantinnen gekleidet auf einem von Tigern gezogenen Wagen. Hinter dem Wagen reitet Silenus auf einem Esel. Um ihn herum schreien, singen und tanzen Satyrn. Silius und Messalina schwören sich ewige Treue. Narcissus, Callistus, Pallas und Calpurnia beschließen, die beiden zu töten. Der Kaiser solle stattdessen Agrippina heiraten. Dazu soll ein Gesetz, das die Verbindung naher Verwandter verbietet, abgeschafft werden, und Claudius soll durch Calpurnias Zauberei dazu gebracht werden, Agrippina zu lieben.
Calpurnia kann sich nicht entscheiden. Einerseits will sie Silius töten, andererseits liebt sie ihn und hofft immer noch, ihn für sich gewinnen zu können. Vor der Höhle der Furie Erynnis fragt sie diese um Rat. Erynnis rät ihr, nur jemanden zu lieben, der sie ebenfalls liebt. Der schwarze Rauch ihrer Fackel soll ihre Liebe zu Silius schwinden lassen. Der Zauber wirkt, und Calpurnia spürt, dass sie sich wieder für Callistus zu interessieren beginnt.
Claudius möchte seine Sorgen vergessen und fröhlich sein. Bei Ostia lesen er und Curtius Weintrauben. Nacheinander kommen Callistus, Pallas, Narcissus. Sie berichten Claudius, Silius plane, Messalina heiraten und selbst Kaiser zu werden. Das Heer habe er schon auf seine Seite gezogen. Curtius glaubt ihnen zunächst nicht. Nun erscheint auch Calpurnia und wirft sich vor ihm zu Boden. Silius habe bereits Messalina geheiratet und sei dabei, ins Capitol einzumarschieren. Sie eilen zum Capitol, um das Schlimmste zu verhindern. Nur Calpurnia und Callistus bleiben zurück. Da Erynnis’ Zauber gewirkt hat, finden sie wieder zueinander.
Im Tempel des Jupiter finden ein Opferfest und Olympische Spiele statt. Der Priester erkennt Anzeichen für ein bevorstehendes Unheil. Messalina und Silius kommen in den Tempel, um Jupiter zu opfern. Als Messalina Weihrauch in die Flammen wirft, steigt schwarzer Rauch auf. Das wird als Zeichen des Unheils gedeutet. Die beiden ignorieren es jedoch und besingen ihre Liebe. Claudius, Curtius und Pallas kommen hinzu. Claudius möchte dort Zuflucht suchen. Der Priester tröstet ihn. Das Glück werde ihm treu bleiben. Nun wirft Claudius Weihrauch ins Feuer. Eine helle Flamme steigt auf: ein gutes Vorzeichen.
Callistus erscheint mit der Leibwache des Kaisers, um Claudius beizustehen. Narcissus führt Messalina und Silius gefangen herbei. Messalina erklärt ihr Verhalten damit, dass sie Angst hatte, dass Claudius sie wegen Agrippina verlassen könnte. Auf Narcissus’ Drängen verurteilt er Messalina und Silius zum Tode. Da kommt Parthenia, die älteste der Vestalinnen, mit ihrem Gefolge und unterbricht den Kaiser. Er solle nicht vorschnell urteilen, weil die Ursache für den Verrat noch nicht geklärt sei. Silius beschuldigt Narcissus, selbst in die Kaiserin verliebt zu sein und nur aus Rache gehandelt zu haben. Parthenia erklärt, dass tatsächlich die eigentliche Schuld bei Narcissus liege, der durch seine Intrigen den Verrat erst initiiert habe. Claudius verbannt dessen Mitverschworene aus Rom. Als er Narcissus selbst zum Tode verurteilen möchte, greift Parthenia wieder ein: „Nein! dieser Tag muß nicht mit Blute seyn befleckt: Darinnen Rom das Ende der fünff Jahr/ Mit höchster Freud begeht/ Und um des Käysers Haar/ Den holden Oel-Zweig flicht.“ Claudius verzichtet auf das Todesurteil, verwarnt Narcissus und übergibt Messalina den Vestalinnen. Silius wird nach Afrika verbannt, wo er als Statthalter wirken soll. Callistus und Calpurnia beschließen zu heiraten.

## Gestaltung
Mit dieser Oper führten Keiser bzw. sein Librettist Hinsch erstmals einzelne italienische Arien in eine eigentlich deutschsprachige Oper ein. Diese Praxis wurde in den folgenden Jahren zum Standard in Hamburg. Der Musikwissenschaftler Friedrich Chrysander sah das kritisch:

„Für uns ist der Claudius denkwürdig als der erste Hamburgische Operntext, in welchem italienische Arien gestreut wurden, und Reinhard Keiser hat den traurigen Ruhm, solches ins Werk gesetzt zu haben. Die Art, wie Hinsch [der Textdichter] davon spricht, zeigt deutlich, dass Keiser es war, welcher dieses neue Reizmittel ersann; zum Lohne dafür wurde er auch sofort unter Deutschen als italienischer Tonsetzer gefeiert.“

Musikalisch auffallend ist die häufige Verwendung von populären Melodien und der weitgehende Verzicht auf Koloraturen.

## Aufführungsgeschichte
Nach der Uraufführung vom 1. Juli 1703 wurde die Oper in Hamburg am 21. November 1718 und in überarbeiteter Form am 17. Juli 1726 erneut aufgeführt.
Aus neuerer Zeit sind mehrere Aufführungen und CD-Veröffentlichungen belegt:
- 1989 gab es eine Aufführung in schwedischer Sprache in der Vadstena Academy in Schweden unter der Leitung von Alan Hacker und der Regie von Åsa Melldahl. Die Sänger waren Greger Erdös (Claudius), Christina Falk (Messalina), Lars Palerius (Silius), Charlotta Nilsson (Calpurnia), Sigrid Holmquist (Calistus, Heros), Tomas Lind (Curtius Rufus), Elisabet Hellström (Narcissus), Paula Hoffman (Pallas), Henrik Westberg (Leander), Pia-Lena Andersson (Dido) und Kristina Eriksson (Medea).[4]
- 2001 erschien die CD Reinhard Keiser: Opera Arias / Instrumental Works (MDG #5051037) von Elisabeth Scholl und dem Ensemble La Ricordanza, die u. a. einige Arien aus Claudius enthält.[5]
- Im November 2003 gab es im Hansa-Theater Berlin eine Inszenierung von Matthias Remus. Die Capella Orlandi Bremen spielte unter der musikalischen Leitung von Thomas Ihlenfeldt. Gesangssolisten waren Raimonds Spogis (Claudius), Doerthe Maria Sandmann (Messalina, Heros), Melanie Hirsch (Narcissus, Dido), Dorothe Ingenfeld (Callistus), Ulrike Bartsch (Pallas), Eeva Tenkanen (Calpurnia), Knut Schoch (Silius, Rhadamantus), Mona Spägele (Medea, Erynnis, Parthenia Vibidia), Bruno Fath (Curtius Rufus, Minos, Geist von Accius Navius) und Lars Grünwoldt (Leander, Pluto).[6]
- Eine weitere Aufführungsreihe gab es 2008 in Goethe-Theater Bad Lauchstädt, im Theater Meiningen und im E-Werk Weimar. Hier spielte die Lautten Compagney unter der Leitung von Wolfgang Katschner. Die Regie führte Elmar Fulda. Gesungen haben Dong-Hun Han (Titus Claudius), Susanne Langbein (Messalina), Christel Loetzsch (Narcissus), Lis Dorlöchter (Calistus), Anna Buschbeck (Calpurnia) und Juliane Leonore Schenk (Silius). Ein Mitschnitt wurde am 8. November 2008 von MDR Figaro gesendet.[7][8]